# Igreja de São Mamede (Évora)
A Igreja paroquial de São Mamede é um monumento religioso dedicado a São Mamede situado na cidade de Évora, no Largo Evaristo Cutileiro, na atual freguesia de Évora (São Mamede, Sé, São Pedro e Santo Antão).
A igreja está integrada no Centro Histórico de Évora (classificado como Património Mundial da UNESCO); segundo a Lei n.º 107/2001, encontra-se classificada como Monumento Nacional.

## Características
A igreja teve fundação gótica, estando comprovada documentalmente desde o início do século XIV.
O templo primitivo foi alvo de uma remodelação completa em meados do século XVI (reinado de D. João III), com transformação da nave, capelas laterais, complemento do coro e pórtico, estando a abóbada da nave terminada em 1546. Passou então a apresentar uma tipologia arquitetónica que alia elementos maneiristas e da arquitetura chã. A fachada, maneirista, é rematada, superiormente, por frontão triangular. Desconhece-se o autor da traça quinhentista, que poderá ter sido Diogo de Torralva.
De planta retangular, a igreja tem uma só nave coberta por abóbada polinervurada revestida por pintura datada de 1691. Talvez ligada à oficina do pintor eborense Lourenço Nunes Varela, nesta pintura decorativa, muito ao gosto da época, "dominam laçarias, arabescos, serafins, aves, flores, frutos, máscaras que envolvem medalhões centrais ornamentados com o Cálice, a Hóstia Sagrada, emblemas alusivos a S. Mamede, de grande cenografia e cromatismo intenso". A igreja alberga ainda um notável conjunto de azulejaria seiscentista que cobre praticamente todo o interior e onde são utilizadas "composições de brutescos e de padrão, onde se destacam os de maçaroca, de grande originalidade e raridade, pois ao invés do que acontece frequentemente, utilizam o esmalte verde, bastante mais raro na azulejaria portuguesa do século XVII". O retábulo do altar-mor, neoclássico, em mármores de vários tons, é uma obra mais tardia.
A Sala da Confraria do Santíssimo Sacramento (1564), nos anexos deste templo, apresenta um valioso conjunto de azulejaria da autoria de Gabriel del Barco (1699). "Revestindo totalmente as paredes da sala, vários painéis figurativos azuis e branco narram cenas bíblicas, destacando-se Moisés fazendo brotar a água da rocha, ou o Filho Pródigo e o Regresso do Filho Pródigo, de grande expressividade, rigor de desenho e variedade de tons de cobalto, resultando num conjunto de grande monumentalidade barroca".

## Galeria de imagens

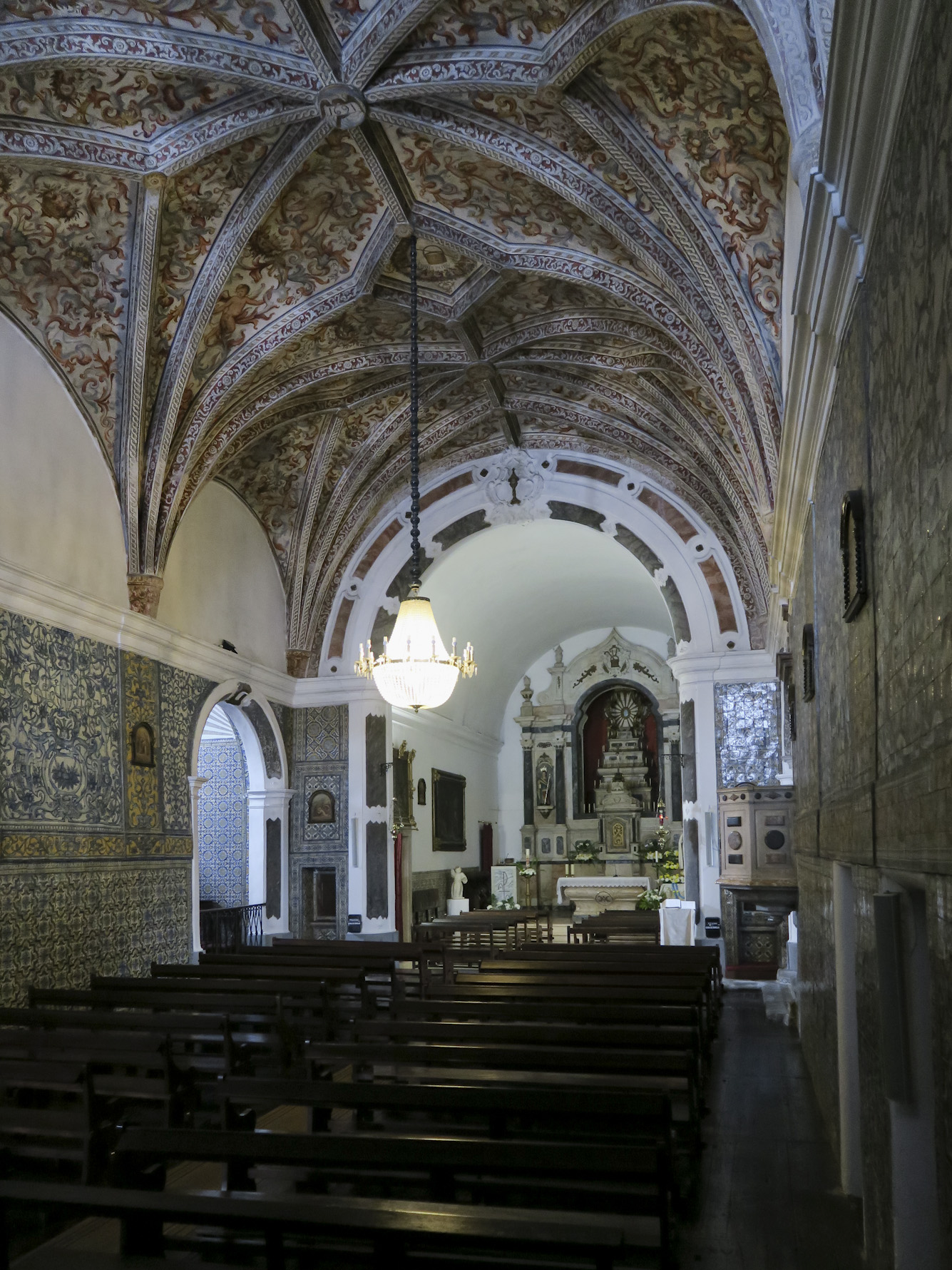
Interior
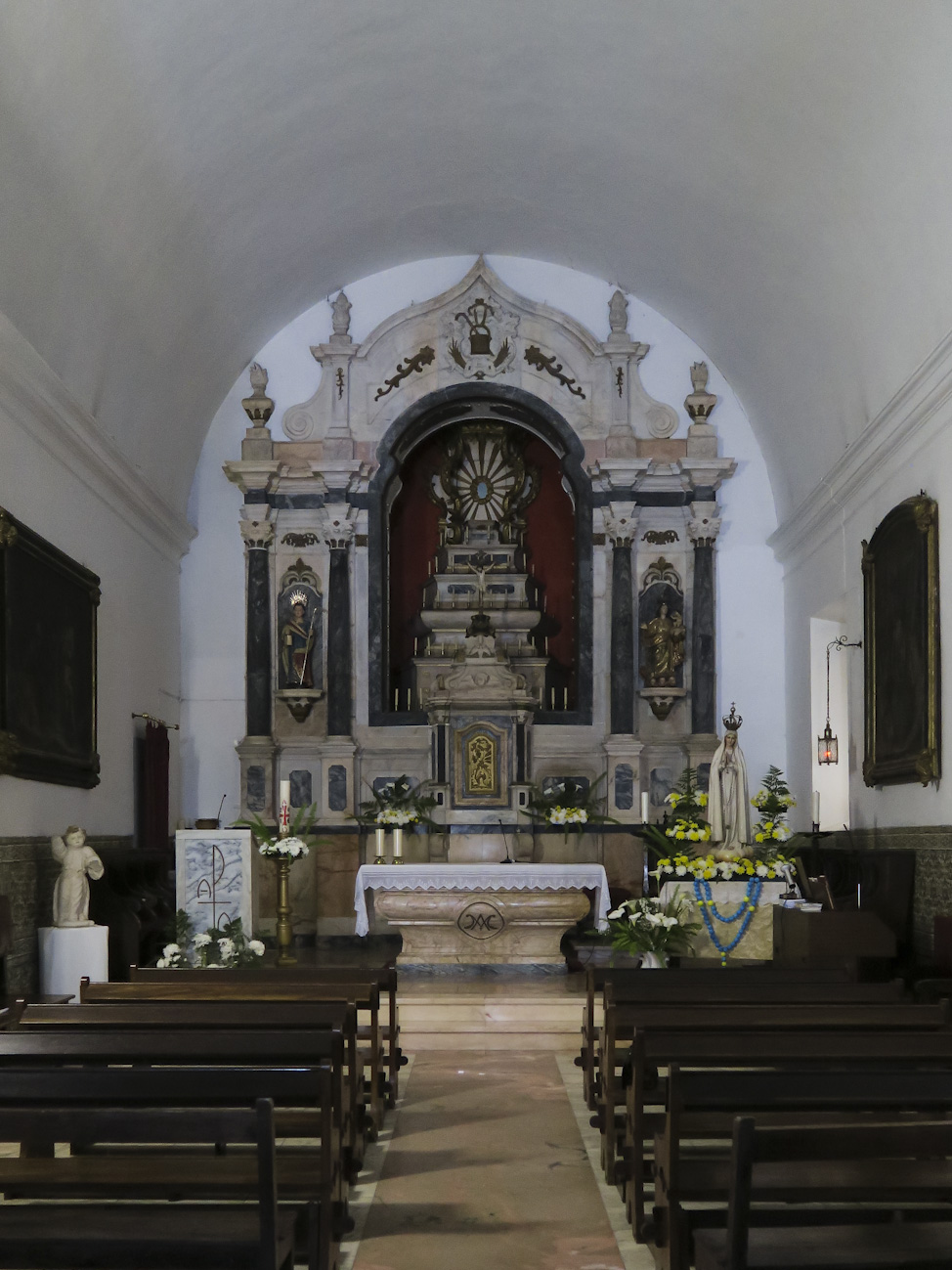
Altar-mor
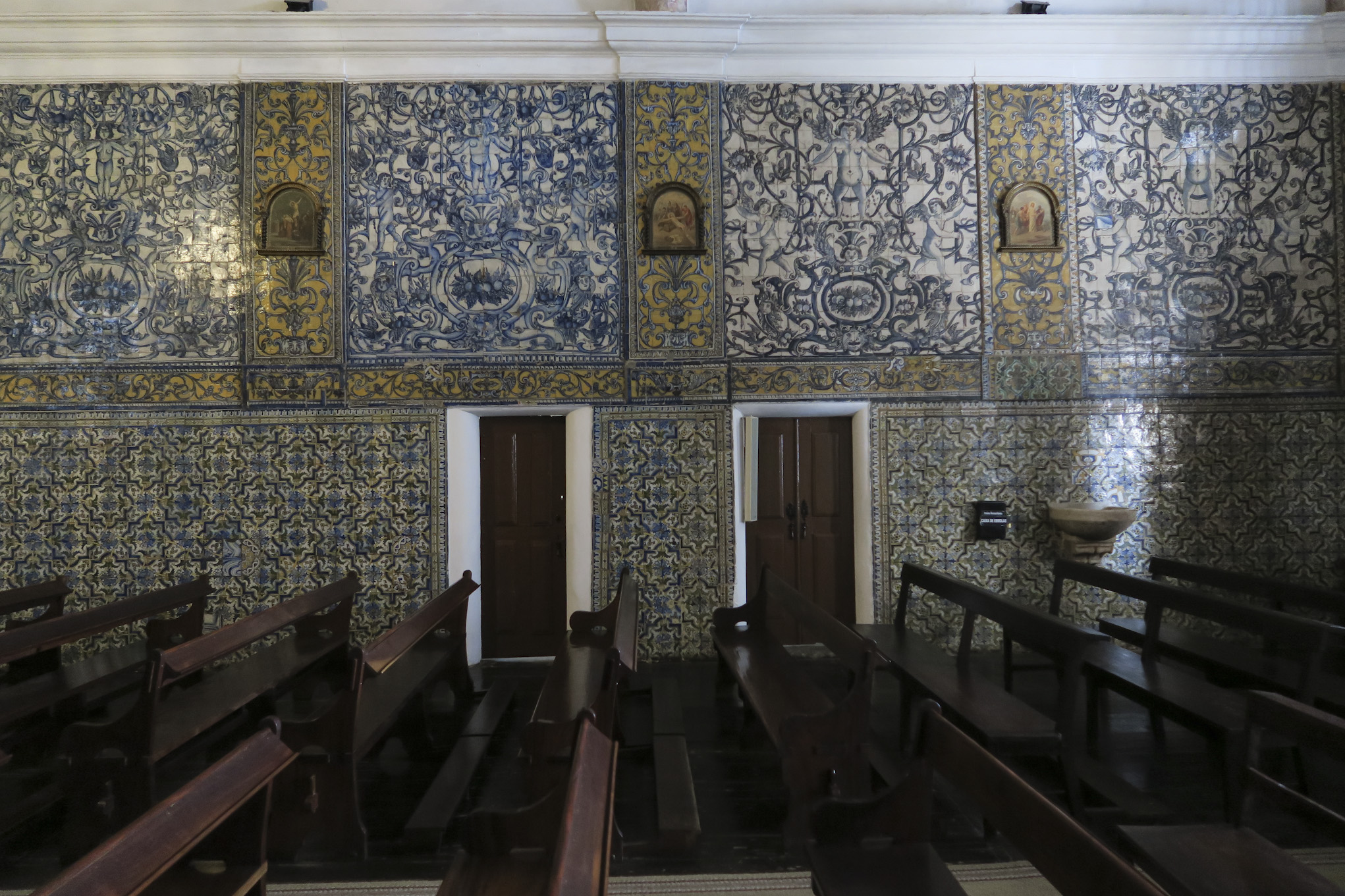
Revestimento de azulejos